# Medalla dels Vols Distingits
La Medalla dels Vols Distingits (anglès: Distinguished Flying Medal) és una condecoració britànica i, per extensió, dels països de la Commonwealth, creada el 3 de juny de 1918 pel rei Jordi V, i era atorgada per accions valentia o devoció al deure mentre volava en servei actiu contra l'enemic.
Era l'equivalent a la Creu dels Vols Distingits, però aquesta s'atorgava als sots-oficials i tropa, se situava entre la Medalla Militar (Regne Unit) i la Medalla de la Força Aèria.
Els receptors podien lluir el post-nominal DFM.
El 1993 va quedar derogada, i des de llavors la Creu dels Vols Distingits ha passat a atorgar-se a tots els rangs.
La segona concessió s'indicava mitjançant una barra. Durant la I Guerra Mundial, se n'atorgaren 105 i 2 barres; durant la II Guerra Mundial, se n'atorgaren 6.637 amb 60 barres. Unes 165 van ser concedides a pilots de països fora de la Commonwealth.
Una segona barra només ha estat concedida al Sergent de Vol Donald Kingaby (després Comandant d'Ala), DSO, AFC, DFM amb Dues Barres, DFC(US), Creu de Guerra, 21 victòries Aèries).

## Disseny
Una medalla oval, de 41mm d'alt i 35mm d'ample. L'anvers mostra l'efígie del monarca regnant. Al revers apareix la deessa Atena alada, amb un falcó que alça el vol a la mà dreta, sota la qual apareix la inscripció "FOR COURAGE" (Al Coratge).
S'uneix a la cinta mitjançant dues ales obertes, al mig de les quals hi ha una bomba.
El galó té 32mm d'ample, i consisteix en franges alternes en violat i blau, inclinades 45 graus a l'esquerra (fins al 1919 les franges eren horitzontals). El galó és com el de la Creu dels Vols Distingits, però les franges són més estretes.
Les condecoracions posteriors s'indiquen mitjançant una barra amb una àliga al centre.